# Rita Corita
Hendrika Sturm, beter bekend als Rita Corita (Amsterdam, 24 november 1917 – Beekbergen, 24 december 1998) was een Nederlandse zangeres.
Ze trouwde met haar accordeonleraar, Coen Ooms, en zij vormden samen het duo "Co-Rita". In 1958 had ze een hit met Koffie, koffie, lekker bakkie koffie, een liedje van accordeonist en componist John Woodhouse dat haar haar hele verdere leven zou blijven achtervolgen.
In 1962 nam ze deel aan het Nationaal Songfestival, de Nederlandse voorronde van het Eurovisiesongfestival. Ze behaalde er met het lied Carnaval de vierde plaats. In 1979 had ze nog een kleine hit met het nummer Kant aan m'n broek. Ze trad vaak op in het land en was een veel geziene gast in het TROS-muziekprogramma Op volle toeren.
Ze speelde een bijrol in de Nederlandse speelfilms Geen paniek (1973) en Peter en de vliegende autobus (1976) en in de Belgische speelfilm Verbrande Brug (1975). In de jeugdserie Kunt u mij de weg naar Hamelen vertellen, mijnheer? had zij gastrollen als de reuzin Gonda van Hillegom en als Popeya van Schier.
Ze was ook bij het publiek bekend als panellid van De Berend Boudewijn Kwis en De Willem Ruis Show in de jaren zeventig.
Rita Corita overleed op 81-jarige leeftijd in Beekbergen.

## Discografie

### Singles
| Single met eventuele hitnotering(en) in de Nederlandse Top 40 | Datum van verschijnen | Datum van binnenkomst | Hoogste positie | Aantal weken | Opmerkingen              |
| ------------------------------------------------------------- | --------------------- | --------------------- | --------------- | ------------ | ------------------------ |
| Koffie, koffie, lekker bakkie koffie                          | 1958                  | -                     |                 |              |                          |
| Kant aan m'n broek                                            | 1979                  | 10-02-1979            | 31              | 3            | #25 in de Single Top 100 |
| Ik heb geen vrijer                                            | 1980                  | 26-01-1980            | tip21           | -            |                          |

## Melodie eerste single
- Biografisch Portaal: 62378591
- Gemeinsame Normdatei: 135728988X
- International Standard Name Identifier: 0000 0003 9206 2913
- MusicBrainz: a08060b2-139a-419f-b14f-d6a361c16bca
- Nederlandse Thesaurus van Auteursnamen: 097008176
- Virtual International Authority File: 286040397
- WorldCat: E39PBJq6ThXF7kMD8dH7hqgtKd